# Zygoneura flavicoxa
Zygoneura flavicoxa är en tvåvingeart som beskrevs av Oskar Augustus Johannsen 1912. Zygoneura flavicoxa ingår i släktet Zygoneura och familjen sorgmyggor. Inga underarter finns listade i Catalogue of Life.